# Петровка (приток Алешни)
Петровка — река в Смоленской области России.
Протекает в северо-западном направлении по территории Гагаринского района. Исток — к северо-западу от посёлка Батюшково, впадает в реку Алешню в 2,3 км от её устья по правому берегу, севернее города Гагарина. Длина реки составляет 25 км, площадь водосборного бассейна — 115 км². Левый приток — река Хотейка.

## Населённые пункты
Вдоль течения реки расположены населённые пункты Мальцевского, Акатовского и Ашковского сельских поселений — деревни Дитятино, Коренное, Курьяново, Зубково, Жабино, Лескино и Гульцово.

## Данные водного реестра
По данным государственного водного реестра России относится к Верхневолжскому бассейновому округу, водохозяйственный участок реки — Вазуза от истока до Зубцовского гидроузла, без реки Яуза до Кармановского гидроузла, речной подбассейн реки — Волга до Рыбинского водохранилища. Речной бассейн реки — (Верхняя) Волга до Куйбышевского водохранилища (без бассейна Оки).
Код объекта в государственном водном реестре — 08010100312110000001142.